# Franchi SPAS 15

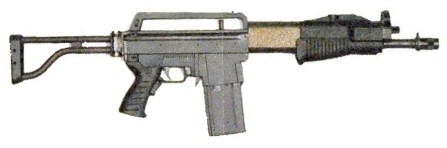
SPAS 15

Le Spas 15 est un fusil de combat rapproché semi-automatique à gaz qui fonctionne également en chargement manuel par manœuvre du garde main avant sous le canon, ce qui permet d'avoir l'assurance de pouvoir tirer tous les chargements. Il est conçu comme successeur du Franchi SPAS 12. Son aspect et son ergonomie rappellent celle du M16A1.

## Présentation
Fabriqué en Italie par 
Franchi de 1986 à 2005, ce fusil  dispose d'un chargeur, d'une poignée de transport et d'une crosse repliable. Ce fusil qui tire des cartouches de calibre 12/70 est donc doté d'un canon à âme lisse.

## Le SPAS-15 dans la police et la réglementation française
Le SPAS 15, est classé en France en catégorie B, achat et détention soumis à autorisation préfectorale).

## Diffusion (hors France et Italie)
La BOPE (Batalhão de Operações Policiais Especiais) brésilienne utilise cette arme dans ces opérations au sein des favelas.

## Fiche technique
- Mécanisme :   tir en semi-automatique par emprunt des gaz (avec verrou rotatif) ou répétition manuelle à pompe
- Munition : calibre 12 (18,5 x 70 mm

Chambre: 70mm (2 1/2").
- Boîtier-chargeur: 6 coups (10 coups sur commande)
- Visée :
- Canon : 
  - Première version : 430 mm
  - Version courante : 450 mm
- Longueur du fusil :
  - Première version :  910 mm (700 mm avec crosse repliée)
  - Version courante :  1000 mm (750 mm avec crosse repliée)
  - Masse du fusil vide :
  - Première version : 3,8 kg
  - Version courante : 3,9 kg
  - Masse du fusil  chargé :
  - Première version : 4,15 kg
  - Version courante : 4,25 kg